# Pallium (manto romano)

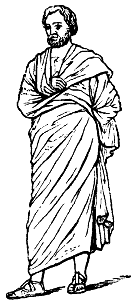
Pallium sobre un quitón.

El pallium (dim: palliolum) era el manto romano que fue llevado tanto por hombres como por mujeres (en este caso palla). Era una pieza de tela de forma cuadrada, tal como fue el himatión en la antigua Grecia. No debe ser confundido con el palio, en la Iglesia Católica, que está relacionado con el omoforio.

## Origen
El palio, que fue considerado en un principio exclusivamente griego y despreciado por los romanos, se ha tenido en favor de la gente común, los filósofos y pedagogos y, finalmente, sustituyó a la toga en el siglo II a. C. en la vida común.

## Características y uso
El material de esta capa era generalmente lana, lino o algodón, pero para las clases superiores podían estar hechas de seda, con hilos de oro y bordados.
La Indumentaria varió en textura, color y ornamento. Podía ser de color blanco, rojo púrpura (extraído del murex), negro, amarillo, azul, verde pálido, etc.
Después de su extensión también podía usarse como manta.
En opinión de Tertuliano, el palio, que él adoptó a toga ad pallium!, fue el manto de los filósofos y los cristianos.